# Eichenmühle (Igensdorf)
Eichenmühle ist ein Gemeindeteil des Marktes Igensdorf im Landkreis Forchheim (Oberfranken, Bayern).

## Geografie
Die im Erlanger Albvorland gelegene Einöde ist ein Gemeindeteil des oberfränkischen Marktes Igensdorf. Die Eichenmühle liegt etwa einen halben Kilometer südlich des Ortszentrums von Igensdorf auf einer Höhe von 332 m ü. NHN.

## Geschichte
Gegen Ende des Mittelalters befand sich die Eichenmühle im Besitz des zur Kurpfalz gehörenden Klosters Weißenohe, unter dessen Landeshoheit es bis zum Beginn des 19. Jahrhunderts verblieb. Das Kloster übte die Vogtei aus, die Hochgerichtsbarkeit oblag dem 1503 eingerichteten nürnbergischen Pflegamt Hiltpoltstein. Als nach der Ächtung des pfälzischen Kurfürsten Friedrich V. (des sogenannten Winterkönigs) die Oberpfalz als Lehen an Kurbaiern übergeben wurde, wurde der Ort wurde wie der gesamte Weißenoher Klosterbesitz bairisch. Die Eichenmühle wurde im Jahr 1803 entsprechend der im Hauptlandesvergleich mit dem Königreich Preußen vereinbarten Bedingungen dem preußischen Ansbach-Bayreuth übergeben und damit später Bestandteil des Eschenauer Straßendistrikts, einer Korridorverbindung, mit der die beiden geografisch voneinander getrennten Teile dieses Territoriums über eine Militärstraße miteinander verbunden wurden. Nach der preußischen Niederlage im Vierten Koalitionskrieg wurde die Einöde zusammen mit dem  Fürstentum Bayreuth 1807 einer vom französischen Kaiserreich eingesetzten Militärverwaltung unterstellt. Mit der käuflichen Erwerbung des Fürstentums im Jahr 1810 durch das Königreich Bayern wurde die Eichenmühle bayerisch.
Durch die Verwaltungsreformen zu Beginn des 19. Jahrhunderts im Königreich Bayern wurde die Eichenmühle mit dem Zweiten Gemeindeedikt im Jahr 1818 ein Gemeindeteil der Ruralgemeinde Igensdorf.

## Verkehr
Die Bundesstraße 2 führt am östlichen Ortsrand vorbei und bindet die Eichenmühle mit einer Stichstraße an das Straßenverkehrsnetz an. Vom ÖPNV wird der Ort nicht bedient, der nächstgelegene Bahnhof an der Gräfenbergbahn in Mitteldorf ist etwa einen halben Kilometer entfernt.